# Кабарга

Череп самца кабарги

Кабарга́, или сиби́рская кабарга́ (лат. Moschus moschiferus) — небольшое парнокопытное оленевидное животное, представитель семейства кабарговых (Moschidae). Латинское название вида происходит от др.-греч. μόσχος — мускус. Moschiferus переводится как «несущий мускус».

## Этимология
Слово кабарга́ заимствовано из тюркских языков, с изначальными значениями — «грудная кость птицы», «тощая, плохая скотина», например современное турецкое qabırğa (qabyrɣa) и туркменское gapyrga (ɣapyrɣa) имеют значения «ребро» С татарского кабарга — укусить, а кабырга — ребро.
.

## Внешний вид
По своему внешнему виду и поведению кабарга занимает промежуточное положение между оленьковыми и оленевыми (оленями). Длина её тела — до 1 м, хвоста — от 4 до 6 см, высота плеч — 50—55 см, высота в холке — до 70 см, масса — 11—18 кг (самка несколько меньше). Задние ноги необычно длинные, поэтому у стоящей кабарги крестец на 5—10 см выше холки.
В отличие от оленей, к которым кабаргу иногда относят, рога у неё отсутствуют. У самцов — длинные изогнутые клыки, выступающие из-под верхней губы на 7—9 см; выполняют роль турнирного оружия. У них также имеется брюшная железа, вырабатывающая мускус.
Шерсть у кабарги густая и длинная, но ломкая. Окраска рыже-бурая, жёлто-бурая или коричневая, снизу белая. У молодых животных на боках и по спине разбросаны нечёткие светло-серые пятна. В волосяном покрове кабарги преобладают остевые волосы, тогда как пуховых в нём мало. Благодаря такой структуре мехового покрова теплоизоляция обеспечивается настолько хорошо, что снег под лежащим на нём животным не тает, как это происходит под оленями, лосями или косулями. Также шерсть кабарги не пропускает воду, что позволяет зверям держаться на плаву при пересечении водоёмов.
Резцов 0/3, клыков 1/1 (верхние у самца очень сильно развиты и выдаются изо рта в виде направленных вниз и несколько согнутых назад бивней длиной 5—7 см), коренных зубов 6/6, рогов и слёзных ямок нет; желудок с 4 отделами; хвост очень короткий. Общее сложение напоминает оленей. Копыта тонкие, острые и могут сильно раздвигаться, причём животное опирается и на недоразвитые копытца.

## Распространение
Кабарга распространена в Восточной Сибири, Приморском крае от Восточных Гималаев и Тибета до Кореи и Сахалина, населяя крутые склоны гор, поросшие хвойным лесом. Держится преимущественно на высоте 600—900 м, реже до 1600 м над уровнем моря; только в Тибете и Гималаях поднимается на высоту 3000 м и более.

## Образ жизни и питание
Излюбленные места обитания кабарги — темнохвойные участки тайги с россыпями и выходами скал. На этих участках звери живут оседло, занимая индивидуальные участки в среднем от 30 га летом до 10—20 га зимой.
Кабарга — великолепный прыгун, по манёвренности почти не имеющий себе равных. Она способна на скаку, не сбавляя скорости, изменять направление хода на 90°. Спасаясь от преследователя, кабарга, подобно зайцу, запутывает следы.
В рационе кабарги преобладают эпифитные и наземные лишайники. Зимой их доля в её рационе составляют 60-95 %. Эта особенность питания определяет распределение кабарги по изолированным угодьям. В качестве добавки к рациону поедает также хвою пихты и кедра, некоторые зонтичные, листья черники, папоротники, хвощи и другие растительные корма. Обычно животные кормятся у ветровальных деревьев, увешанных лишайниками, объедают их с упавших ветвей и собирают лишайниковый опад с поверхности снега. Собирающая корм кабарга может подниматься по наклонному стволу дерева или прыгая с ветки на ветку до высоты 3—4 м.
У кабарги много естественных врагов. На Дальнем Востоке её основной враг — харза, которая охотится на кабаргу семьями. Нередко подстерегает кабаргу на кормёжке рысь; преследуют росомаха и лисица. Опасность для кабарги представляют также волк, тигр, снежный барс и леопард.

## Социальная структура и размножение
Кабарга держится поодиночке, реже — группами до трёх голов. В семейных группах контакты между животными носят мирный характер, но по отношению к чужим особям они чрезвычайно агрессивны. Во время гона между самцами одного возраста происходят настоящие поединки — соперники как бы преследуют друг друга, пытаясь ударить передними ногами или клыками по крупу, хребту или шее противника. При длительных поединках один из дерущихся нередко сбивает другого на землю, бьёт его ногами, а затем вонзает в него клыки, что может приводить к смерти побеждённого.
В. Приходько в журнале «Юный натуралист» в 1981 году писал: «Изучая поведение кабарги в неволе, я понял роль клыков в жизни этих зверей. Самцы кабарги используют их для запугивания соперников. Обычно два самца, равные по силе и возрасту, ходят по кругу на расстоянии 6-7 метров один от другого и, подняв голову вверх, обнажают, показывая друг другу, клыки. При этом каждый из них старается придать себе более воинственный вид и увеличить размеры своего тела за счёт того, что топорщит шерсть на спине, боках и крупе. В большинстве случаев такие ссоры заканчиваются миром и животные расходятся по своим домам — участкам обитания. Иногда между самцами всё же возникают драки. Вот тогда один из самцов, как правило, наиболее ловкий, использует свои острые клыки, которыми наносит удары и вонзает их в тело противника. При таких драках клыки часто обламываются, а у побеждённого остаются кровоточащие раны. За всё время работы с кабаргой мне довелось увидеть пять поединков без серьёзных ранений, а в одном случае с поломкой клыка. Часто во время схваток оба самца передними ногами бьют друг друга по хребту и крупу, высоко подскакивая при этом. Дерутся между собой и самки».
Спаривается кабарга в декабре—январе. Через 185—195 дней самки рождают одного-двух детёнышей.
Половой зрелости молодые кабарги достигают в возрасте 15—18 месяцев. Продолжительность их жизни в природе 4—5 лет, в неволе 10—14 лет.

## Мускус кабарги

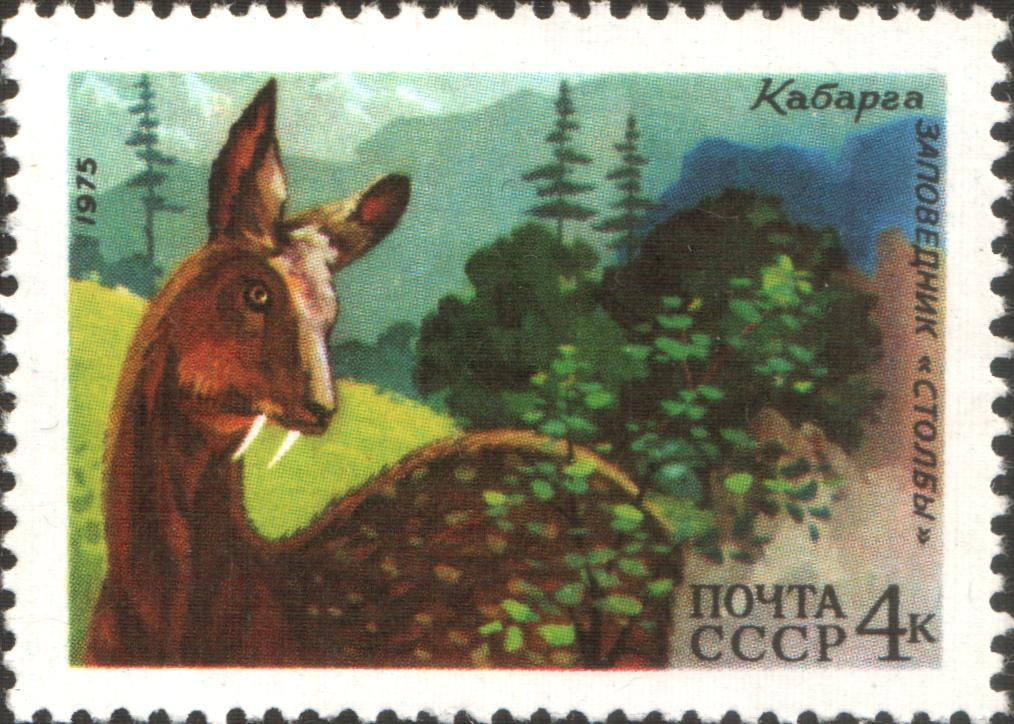
Марка СССР

На брюхе самца кабарги расположена мускусная железа, наполненная густым, остро пахнущим веществом коричнево-бурого цвета. В одной железе взрослого самца содержится 10—20 г натурального мускуса — самого дорогого продукта животного происхождения.
Химический состав мускуса весьма сложен: жирные кислоты, воск, ароматические и стероидные соединения, сложные эфиры холестерина. Основной носитель мускусного запаха — макроциклический кетон мускон. Летучие компоненты мускуса несут информацию о возрасте и состоянии самца и могут ускорять течку у самок.
Первое упоминание о мускусе в Европе относится к 390 году н. э. О нём знали средневековые врачи Ибн Сина и Серапино. В XIII в. Марко Поло указывал на наличие особенно ценного мускуса в стране Эрингул, расположенной, по-видимому, на территории современной Монголии или Западного Китая. Мускус на Востоке добавляли в лекарства от меланхолии, а также носили в мешочках на груди для предотвращения сглаза и порчи. Мускус также широко использовался арабскими и тибетскими народными целителями как средство для усиления половой потенции у мужчин.
Широко используется мускус в восточной медицине и в настоящее время. В Китае он входит в состав более двухсот прописей лекарственных средств.
В Европе мускус как медицинский препарат особым успехом не пользуется, но здесь ему нашли другое применение — в парфюмерной промышленности в качестве фиксатора запахов.
Кроме мускусной железы, у самцов кабарги на внутренней поверхности хвоста есть железы, выделяющие секрет с резким «козлиным» запахом. При дефекации экскременты, соприкасаясь с железой, приобретают этот запах.
В середине XX века (1950х) правительство Китая организовало создание первых ферм по выращиванию кабарги. В 1958 году такие фермы были организованы в провинции Сычуань (ферма Дуцзянъянь, ферма Баркам, ферма Кандин), а так же в провинции Аньхой (ферма Фузилинг) и провинции Шанхай (ферма Чжэньпин). До 1980 года выживаемость кабарги на фермах была очень низкой и приходилось постоянно отлавливать дикую кабаргу, чтобы восполнять популяцию животных на фермах. Кроме того, несмотря на малую травматичность забора мускуса у кабарги, отмечалась гибель животных на некоторых фермах.
Животных отлавливают стационарными ящичными ловушками, что исключает выработку у животных оборонительной реакции на человека как на опасный стимул. Для привлечения кабарги в ящик-ловушку используется пищевая приманка — лишайник или зерно. Пойманный зверь перегоняется в иммобилизационный бокс, конструкция и размеры которого не позволяют двигаться животному. Затем самца усыпляют с помощью инъекции ксилазина в комбинации с кетамином. Иммобилизация и сон длятся в среднем 40 минут, а полное восстановление двигательной активности зверя наступает через четыре-пять часов. Перед выдавливанием мускуса предварительно вводится в мешочек серебряный шпатель с жёлобом, по которому и выводится секрет железы наружу.
После отбора мускуса обездвиженный самец передерживается все это время в специальном боксе.
Особую популярность этот метод получил на Ближнем Востоке, где чёрный мускус является самым популярным мужским ароматом. Аромат — резкий, терпкий, стойкий.

## Классификация
Различают 5 подвидов кабарги (Moschus moschiferus):
- Сибирская кабарга (M. moschiferus moschiferus) — распространена на Алтае, в Восточной Сибири на запад до Енисея и на восток до реки Лены, в Забайкалье, Северной Монголии, на Большом и Малом Хингане и на западе Станового хребта;
- Сахалинская кабарга (M. moschiferus sachalinensis) — населяет остров Сахалин;
- Дальневосточная кабарга (M. moschiferus turowi) — обитает в Сихотэ-Алине и на запад до реки Зеи;
- Верхоянская, или арктическая, кабарга (M. moschiferus arcticus) — населяет Верхоянский хребет и хребет Черского на запад до реки Лены и на восток до Колымы, Алдана и Станового хребта;
- Корейская кабарга (M. moschiferus parvipes) — заселяет Корейский полуостров и прилежащие территории.

## Статус популяции и охрана
Кабарга в Российской Федерации является охотничьим видом. Официально, по результатам учётов, признано, что численность кабарги в России составляет 120—125 тысяч. Лимит ежегодного изъятия составляет около 1500 животных. Добыча ведется ради мускусной железы — «струи», поэтому объектом охоты являются самцы.
- Амурская область — 130—150 особей,
- Еврейская АО — 10—15 особей,
- Приморский край — 100—115 особей.

Всего по региону — 420—480 особей.
В Алтай-Саянском регионе нелегальная скупка «струи» в период 1998—2001 годов составляла:
- Республика Тува — 100 особей,
- Республика Хакасия — 30 особей,
- Красноярский сектор региона — 40 особей,
- Республика Алтай — 20 особей,
- Алтайский край — 10 особей[источник не указан 2384 дня].

Всего по региону — 150 особей.

## Упоминание в литературе
Описание кабарги приведено в повести Григория Федосеева «Тропою испытаний».
Подробное описание кабарги приведено в повести «Дерсу Узала» русского исследователя и путешественника Владимира Клавдиевича Арсеньева:

«Перед вечером Дерсу ходил на охоту и убил кабаргу. Это двухкопытное животное, похожее на антилопу, высотою полметра, а длиной метр. Задние ноги её немного длиннее передних, отчего, когда животное стоит на всех четырёх ногах, зад его немного приподнят. Шея у кабарги длинная, голова небольшая, стройная, с тёмными выразительными глазами и подвижным носом. Она не имеет рогов и слёзных ямок. Зато природа наградила её клыками: у самок клыки маленькие и не выходят изо рта, а у самцов длинные, острые и торчат книзу на пять-шесть сантиметров. Во время гона самцы дерутся между собою, нанося друг другу довольно опасные раны. На ужин мы варили мясо кабарги; оно чем-то припахивало. Чан Лин сказал, что оно пахнет мхом. Чжан Бао высказался за запах смолы, а Дерсу указал на багульник. В местах обитания кабарги всегда есть и то, и другое, и третье; вероятно, это был запах мускуса».